# Les Adrets-de-l'Estérel
Les Adrets-de-l'Estérel là một xã thuộc tỉnh Var trong vùng Provence-Alpes-Côte d’Azur, Pháp. Xã này có diện tích 22,26 km², dân số 2650 người. Xã này nằm ở khu vực có độ cao từ 60-420 mét trên mực nước biển.

## Biến động dân số
| Năm | 1872 | 1881 | 1901 | 1926 | 1946 | 1962 | 1968 | 1975 | 1982 | 1990 | 1999 | 2006 |
| --- | ---- | ---- | ---- | ---- | ---- | ---- | ---- | ---- | ---- | ---- | ---- | ---- |
| Dân số | 351  | 441  | 275  | 331  | 223  | 320  | 361  | 424  | 684  | 1474 | 2063 | 2650 |
| From the year 1962 on: No double counting—residents of multiple communes (e.g. students and military personnel) are counted only once. |      |      |      |      |      |      |      |      |      |      |      |      |